# 马丁·恩纳尔斯
马丁·恩纳尔斯 (英語：Martin Ennals, 1927年7月27日—1991年10月5日)，是一位英国人权活动家，有以他名字命名的马丁·恩纳尔斯人权捍卫者奖。

## 生平
马丁·恩纳尔斯1927年出生在英格兰，先后在玛丽皇后文法学校和伦敦政治经济学院受教育，取得国际关系相关学位文凭。1951年开始为联合国教科文组织工作，1959年成为反种族隔离运动主要创始人。继而担任国家公民自由委员会秘书长。1966年担任种族平等委员会信息和出版干事。1968年开始担任国际特赦组织的秘书长，将仅7个员工，1.7万英镑预算的小组织逐渐发展到1980年的150个员工，200万英镑预算的大型组织，他的功劳功不可没，受到了来自全世界的关注。

## 荣誉
由于其重大贡献，国际特赦组织1976年被授予伊拉斯谟奖，1977年被授予诺贝尔和平奖，1978年被授予联合国人权奖。1985年后他继续帮助英国人权组织第19条和国际警报。
马丁·恩纳尔斯的哥哥大卫·恩纳尔斯是一名英国政治家。